# El rey de La Habana
El rey de La Habana és una pel·lícula del 2015 dirigida per Agustí Villaronga i Riutort, basada en la novel·la de Pedro Juan Gutiérrez i interpretada per Maikol David, Yordanka Ariosa i Héctor Medina Valdés.

## Argument
Després escapolir d'un correccional de Cuba, Reinaldo tracta de sobreviure als carrers de l'Havana. Esperances, desencants, rom, bon humor i sobretot fam, l'acompanyen en el seu deambular, fins que coneix a Magda i Yunisleidy, que són supervivents com ell. Entre els braços de l'una i l'altra, intentarà evadir-se de la misèria material i moral que l'envolta, vivint fins al límit l'amor, la passió, la tendresa i el sexe més desvergonyit.

## Repartiment
- Maikol David: El Rei (com Maykol David Tortoló)
- Yordanka Ariosa: Magda
- Héctor Medina Valdés: Yunisleidi (com Héctor Medina)
- Jean Luis Burgos: Nelson
- Lia Chapman: Daysi
- Chanel Terrero: Yamilé
- Celines Toribio: cambrera
- Jazz Vilá: Raulito
- Ileana Wilson: Fredesbinda

## Rebuda
- "Després d'un inici arrollador (animació inclosa), el que segueix és un decebedor i deficient retrat d'una Cuba bruta, lladre i enfonsada."[2]
- "Té budells i una força interna devastadora que incomoda al mateix temps que commou. És el retorn visceral i esmunyedís d'un director que torna a desplegar amb mà mestra tota la seva poètica de l'horror."[3]
- "El director reserva per als últims vint minuts (...) un paquet XXL de misèria i violència obstinat en deixar en shock l'espectador (...) i fan baixar 'El rei de l'Havana' als inferns del miserabilisme."[4]